# La sombra del deseo
La sombra del deseo es una telenovela colombiana realizada en los Estudios Gravi por Caracol Televisión para la Cadena Uno entre 1995 y 1996, basada en una historia original y libretos de Luis Felipe Salamanca, Dago García y Mauricio Barreto. 
Estuvo protagonizada por Amparo Grisales y Omar Fierro, cuenta con las actuaciones estelares de Jorge Cao, Marcela Carvajal, Alberto Valdiri y Andrea López y las participaciones antagónicas de Consuelo Moure, Maribel Abello quién después fue reemplazada por Silvia de Dios, Iván Rodríguez, Catherine Siachoque y Lizeth Mahecha.

## Sinopsis
Esta es una historia que pretende mostrar los dos lados de una moneda en la que ambas caras son válidas. Por un lado, está Gabriela San Miguel (Amparo Grisales), una mujer profesional pero tildada por todos de arribista y sin escrúpulos, pues llegó a la cumbre de la riqueza, sin valorar si los medios utilizados para ello eran éticos o no. Por el otro lado, está Alejandro Soler (Omar Fierro), un ejecutivo altruista que es el modelo perfecto de esposo fiel y padre amoroso. Los dos tienen un rasgo en común: son infelices en sus matrimonios. 
Esta telenovela destaca por su gran realismo, pues ningún personaje es perfectamente bueno ni completamente malo; simplemente son seres que viven y sienten su propia vida. No es una telenovela común, ni de prototipos fáciles. Sin duda, su trama crea polémica al abordar sin prejuicios todo tipo de relaciones humanas. Su esencia serán los sentimientos, desde los más nobles hasta los más ruines. La amistad, el amor, la traición, los celos, la infidelidad, la ambición, la lealtad, la pasión y el deseo se entrelazarán de las más diversas maneras, para hacer de la vida de los protagonistas un constante juego de encuentros y desencuentros. 
A lo largo de toda la trama, se presentan situaciones en las que los engaños y las mentiras, las imposiciones sociales, los formalismos y lo que se ha considerado como “lo correcto” llevan a muchas personas a vivir una situación falsa, en la que importa más el parecer que el ser y la gente suele ser infiel a sí misma porque se niega lo que siente.

## Elenco
- Amparo Grisales - Gabriela San Miguel de Noguera
- Omar Fierro - Alejandro Soler
- Maribel Abello - Laura de Soler #1
- Silvia de Dios - Laura de Soler #2
- Íngrid Beltrán
- Luly Bossa - Sandra Mora
- Lizeth Mahecha - Rosario Sandoval
- Marcela Carvajal - Nina Soler
- Delfina Guido - Cecilia
- Andrea López - Sofia Soler
- Iván Rodríguez - Salomón Echeverry
- Alberto Valdiri - Profesor Marcos Aguaseco
- Catherine Siachoque - Lorena Núñez
- Naren Daryanani - Jhon "Jhoncito" Zuluaga
- Consuelo Moure - Alicia Vda. de Soler, Madre de Alejandro y Nina Soler
- Juan Fischer - Simón Echeverry
- Jairo Camargo - Guillermo
- Roberto Cano - Camilo
- Gónzalo Flórez "Chagualdo" - Manolo (Barman)
- Jorge Cao - Ignacio Noguera †
- Luis Eduardo Arango
- Martha Osorio
- Diego Vásquez
- Sain Castro
- Elodia Porras
- Liesel Potdevin
- Fernando Solórzano

## Curiosidades
- La protagonista exigió cambiar el nombre de su personaje, pues éste no le parecía elegante. También, "ejerció presión" con los productores para que el galán fuese de su agrado. El elegido fue el mexicano Omar Fierro.
- La telenovela incluye una escena erótica de sus protagonistas, en el escritorio de una oficina, la cual generó comentarios a favor y en contra; sin embargo, no influyó significativamente en su índice de audiencia. Amparo Grisales había anunciado que esta posibilidad estaba incluida en su contrato.
- Durante la grabación, nació la sobrina de Amparo Grisales (Gabriela Correa), la cual fue incluida en el reparto y quien devengaba $300 mil al mes por su "participación" en algunas escenas (sólo en la mañana) y otras hubo que simularlas con muñecas.
- Quien hacía el papel de antagonista, Maribel Abello, decidió renunciar durante la producción, pues ella no fue partidaria del giro que sufrió su personaje, entonces la programadora decidió reemplazarla con Silvia de Dios. Los escritores no justificaron su cambio fìsico, como suele pasar en otras telenovelas (cirugías plásticas por accidentes, etc.). Por supuesto, que las comparaciones del público televidente no se hicieron esperar.

## Versiones
- En 2013, la productora mexicana TV Azteca, realizó la adaptación de esta telenovela titulada "Prohibido amar", protagonizada por Rossana Nájera y Marco De Paula.